# Crosbyarachne bukovskyi
Crosbyarachne bukovskyi is een spinnensoort in de taxonomische indeling van de hangmatspinnen (Linyphiidae).
Het dier behoort tot het geslacht Crosbyarachne. De wetenschappelijke naam van de soort werd voor het eerst geldig gepubliceerd in 1937 door Charitonov.